# Canhão de 68 libras
O canhão de 68 libras foi uma peça de artilharia projetada e utilizada pelas Forças Armadas Britânicas no meio do século XIX. O canhão era um tipo de arma de fogo de alma lisa de carregamento pela boca do cano e foi fabricado em várias versões, sendo a mais comum pesando 95 quintais longos ou cwt (cerca de 4 800 kg) e disparando projéteis de 68 libras (aproximadamente 31 kg). O Coronel William Dundas projetou uma versão de 112 quintais em 1841, que foi fundida no ano seguinte. A variante mais comum, pesando 95 quintais, data de 1846. Ele entrou em serviço tanto com a Artilharia Real quanto com a Marinha Real e foi utilizado ativamente por ambos os ramos durante a Guerra da Crimeia. A Armada Imperial Brasileira também utilizou o canhão em alguns dos seus ironclads. Mais de 2 mil desses canhões foram fabricados, ganhando a reputação de ser o melhor canhão de alma lisa já produzido.
O canhão foi produzido em uma época em que novos canhões raiados e de carregamento pela culatra estavam começando a se destacar na artilharia. Inicialmente, a confiabilidade e a potência do canhão de 68 libras significaram que ele foi mantido até mesmo em novos navios de guerra, como o HMS Warrior. No entanto, com o tempo, novos canhões raiados de carregamento pela boca do cano tornaram obsoletos todos os canhões de alma lisa de carregamento pela boca do cano. No entanto, os grandes estoques excedentes de canhões de 68 libras ganharam uma nova vida quando foram convertidos para disparar projéteis raiados. O canhão permaneceu em serviço e só foi declarado obsoleto em 1921.

## Projeto
O canhão foi projetado em resposta à necessidade de armamentos mais pesados, à medida que o armamento das embarcações de linha aprimorava sua blindagem. O Coronel William Dundas, Inspetor de Artilharia do governo entre 1839 e 1852, projetou o canhão em 1846. Ele foi moldado pela Low Moor Iron Works em Bradford em 1847 e entrou em serviço logo em seguida. Como muitos canhões anteriores, ele era de ferro fundido, de alma lisa e carregado pela boca do cano (antecarga). O canhão era relativamente barato de produzir, com a Comissão Real de Defesa do Reino Unido estimando que cada canhão custava aproximadamente £167 (equivalente a £12 645 em 2010). Mais de 2 mil unidades foram fundidas antes de 1861, e sua excepcional durabilidade, alcance e precisão lhe renderam a reputação de ser o melhor canhão de alma lisa já fabricado.

## Operação

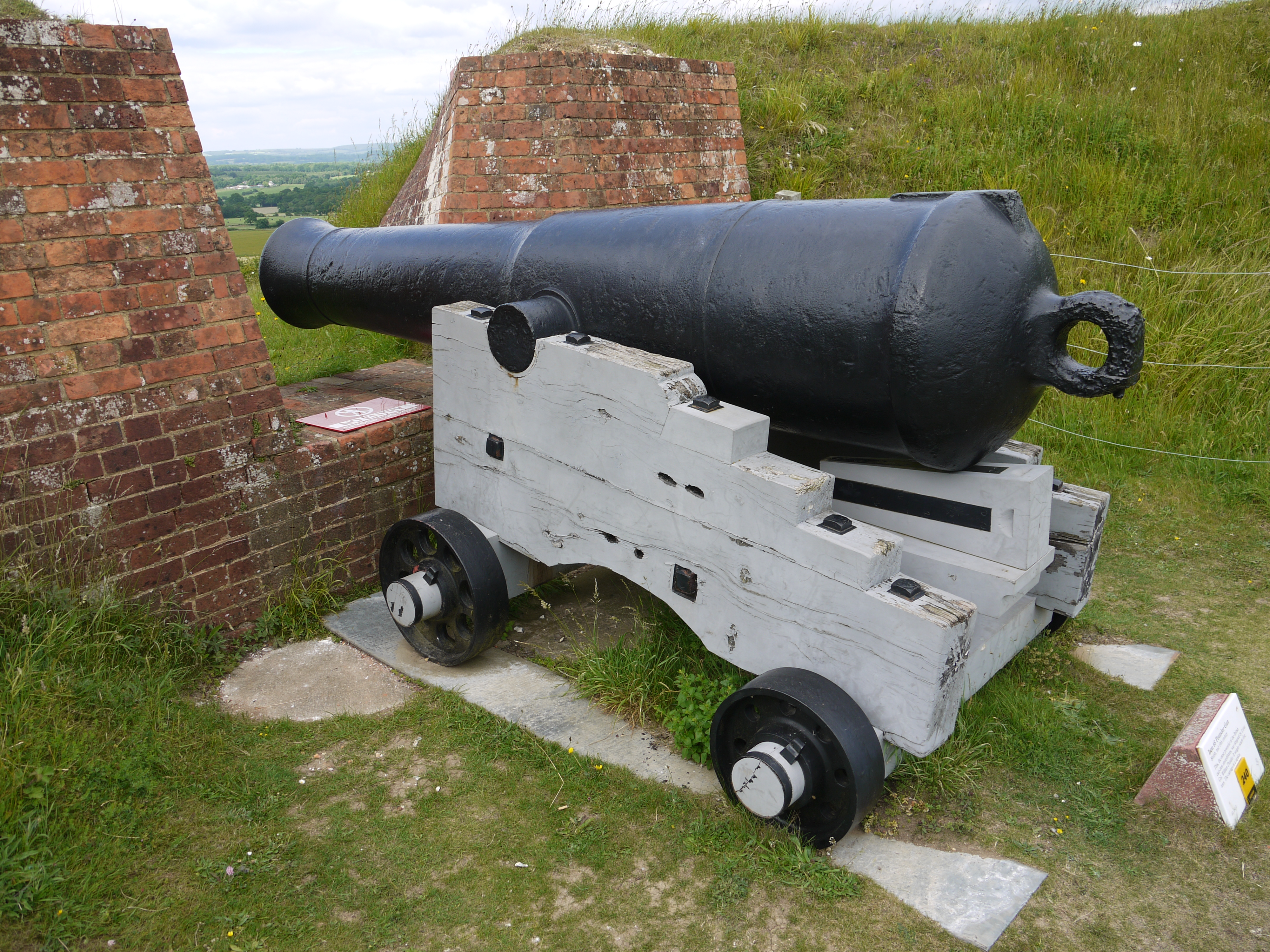
Um canhão de 68 libras montado em uma réplica de suporte

O canhão era um modelo tradicional de carregamento pela boca do cano, o que significava que precisava ser carregada pela extremidade frontal do cano. Antes do carregamento, o interior do cano era limpo com uma esponja e, em seguida, uma carga de propelente (pólvora em um saco de pano) era empurrada para a culatra. Depois disso, o projétil, muitas vezes envolto em material de enchimento, era inserido. O canhão era então preparado (usando uma haste de metal inserida no orifício que perfurava a carga) e disparado usando um percutor (que acendia a carga e impulsionava o projétil para fora do cano).
O canhão de 68 libras tinha um alcance eficaz de aproximadamente 2 700 metros. No entanto, quando elevado ao máximo, a 15 graus, tinha um alcance máximo de 3 310 metros, que o projétil cobriria em 15 segundos. Com uma carga de pólvora de 7,3 kg (a "carga completa", embora o canhão fosse projetado para cargas de até 11,3 kg), o canhão disparava um projétil pelouro de 31 kg a uma velocidade na boca do cano de 481 metros por segundo.
O canhão podia disparar pelouros, granadas, projéteis de metralha, projéteis tipo "case shot" e o "Martins Liquid Iron Shell" (projéteis de parede fina recheados com ferro fundido derretido, destinados a funcionar como pelouros aquecidos). Embora o diâmetro do cano do canhão fosse de 20,6 cm, tanto os projéteis de metralha quanto as explosivas tinham 20,1 cm de diâmetro. Isso permitia uma pequena folga de 0,25 cm em torno do projétil, o suficiente para facilitar o processo de carregamento, mas não o bastante para dispersar gravemente os gases propulsores.

Um canhão de carregamento pela boca do cano: 1) projétil (bala de canhão), 2) carga de pólvora, 3) orifício de ventilação (fulminante).

O peso oficial do projétil era listado como 31 kg, mas na realidade variava de acordo com o material do projétil em si. Os projéteis de ferro fundido pesavam 30 kg, os de ferro forjado e os de aço pesavam 33 kg, e os de aço temperado pesavam 31,1 kg. Estimava-se que um projétil de 68 libras tinha o poder destrutivo equivalente a cinco projéteis de 32 libras. As munições explosivas eram municiadas com 1,8 kg de pólvora. Elas eram equipadas com fusíveis simples que eram acionados pelo flash da carga - fusíveis de madeira iniciais foram eventualmente substituídos por fusíveis mais confiáveis projetados pelo Capitão Edward Boxer em 1849. A equipe do canhão ainda precisava determinar o comprimento ideal do fusível para o alcance de tiro - idealmente, a concha deveria explodir pouco antes de atingir o alvo. Para evitar que a munição explodisse no cano, ela era equipada com um sabot para garantir que o fusível estivesse virado para longe da carga.
Em terra, eram necessários nove homens como tripulação mínima (normalmente comandados por um suboficial) para disparar o canhão, que normalmente estava montado em um afuste giratório. A bordo de um navio, a equipe do canhão podia ser dobrada para 18 homens, que precisavam girar o afuste manualmente, usando alavancas e cordas. A equipe adicional se devia ao fato de que os navios a vela geralmente disparavam seus canhões apenas de um lado do convés. Na improvável eventualidade de ambos os lados estarem em ação ao mesmo tempo, nove homens seriam destacados para operar o canhão oposto. Em ambos os casos, o canhão era elevado usando cunhas de madeira inseridas sob a culatra do cano com força bruta. Ele era mirado usando um mecanismo de mira hexagonal avançado, marcado com a elevação em uma face e o alcance do canhão (de acordo com diferentes pesos das cargas de pólvora) nas outras cinco faces.

## Serviço

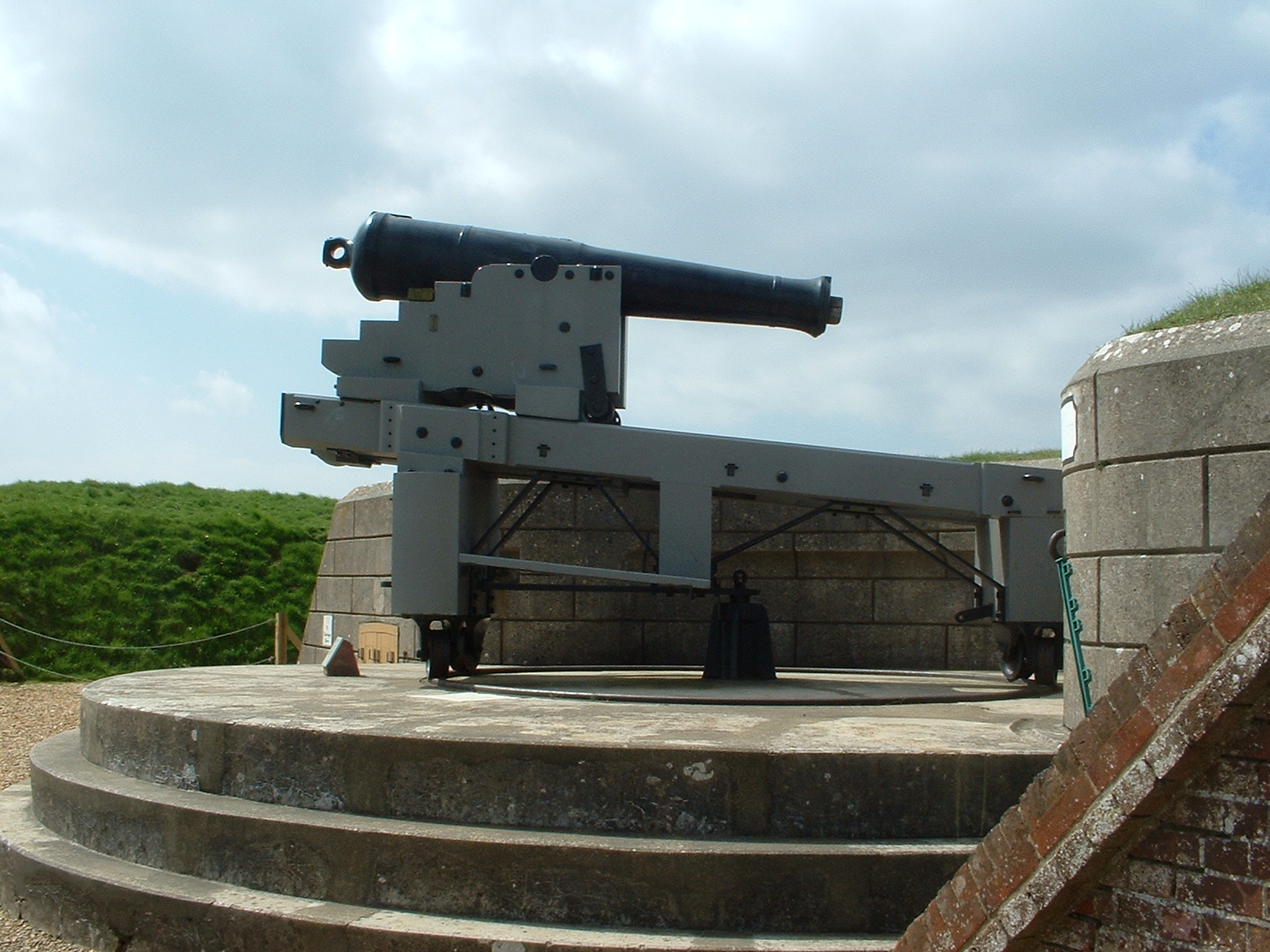
Um típico suporte terrestre com movimentação lateral. Este é na verdade um canhão de antecarga de alma raiada de 64 libras, em exposição no Fort Nelson.

O canhão foi usado tanto em terra quanto no mar. Ele foi instalado em inúmeros navios de guerra de diferentes tamanhos da Marinha Real, como o HMS Queen, Odin, Victor Emmanuel, Sepoy e os navios de linha da classe Conqueror. Vários desses navios entraram em ação durante a Guerra da Crimeia, onde o canhão de 68 libras foi amplamente utilizado durante o Cerco de Sebastopol. Juntamente com canhões de 32 libras e canhões Lancaster, eles foram retirados de suas montagens nos navios e arrastados até baterias de cerco pela Brigada Naval, de onde bombardearam regularmente as posições russas durante o próximo ano. O canhão também foi instalado em grande quantidade nas baterias flutuantes couraçadas da classe Aetna, embora essas tenham tido pouco impacto na guerra.
O que mais se destaca é que o canhão de 68 libras foi instalado nos ironclads da classe Warrior, como o Warrior e o Black Prince. Inicialmente, estava previsto instalar quarenta canhões de 68 libras, principalmente em um convés de canhões, mas essa especificação mudou durante a construção e eles foram finalmente equipados com vinte e seis canhões de 68 libras (13 de cada lado). Além disso, os navios foram equipados com novos canhões Armstrong raiados de carregamento pela culatra de dois tipos: de 7 polegadas e de 40 libras. Embora os canhões Armstrong representassem uma nova direção na artilharia, o mecanismo de carregamento pela culatra significava que eles não suportavam a explosão de um cartucho pesado. Portanto, eram necessárias cargas de cartuchos menores e a velocidade na boca do canhão sofreu como resultado. Ironicamente, os canhões Armstrong, portanto, eram incapazes de penetrar a blindagem dos navios da classe Warrior, enquanto o canhão de 68 libras (com sua alta velocidade na boca do cano) conseguia. Até 1867, estava planejado equipar os novos navios de guerra da classe Plover com canhões de 68 libras, mas eles foram concluídos com um canhão RML de 7 polegadas e um canhão RML de 64 libras de 64 quintais.
Em terra, o canhão de 68 libras foi amplamente utilizado nas defesas costeiras britânicas construídas durante a década de 1850, principalmente em fortificações como Gomer e Elson, que defendiam Portsmouth, e os fortes Victoria, Albert e Freshwater Redoubt, que defendiam a Passagem das Agulhas. A Comissão Real de 1859 previu armar as numerosas novas fortificações que propuseram com o canhão de 68 libras e orçamentou de acordo com essa previsão. A introdução do canhão Armstrong inicialmente levou muitos a pensar que essa arma seria usada em vez disso, mas enquanto as fortificações estavam sendo construídas, as fraquezas do canhão Armstrong foram expostas, e o exército voltou a usar armas carregadas pela boca do cano. No entanto, as vantagens do raiamento e da construção em ferro forjado dos canhões Armstrong foram mantidas, levando ao desenvolvimento de uma nova peça de artilharia - canhões de carregamento pela boca do cano e raiados.
A Armada Imperial Brasileira teve diversos navios blindados (ironclads) equipados com o canhão. O primeiro ironclad foi o Brasil, construído na França pela empresa Societé Nouvelle des Forges et Chantiers e comissionado em  de março de 1865. As próximas embarcações foram os três ironclads construídos no Arsenal de Marinha do Rio de Janeiro, os primeiros do tipo construídos no país, e comissionados na armada em 1866, Tamandaré, Barroso e Rio de Janeiro. O Paraguai havia encomendado diversos ironclads na Europa, porém nenhum deles foi entregue por falta de pagamento. Todos foram comprados pelo Brasil. Dentre esses navios, destaca-se a classe Cabral e a classe Mariz e Barros que também foram equipados com canhões de 68 libras. Todas as embarcações combateram na Guerra do Paraguai.

## Coversão para antecarga de alma raiada

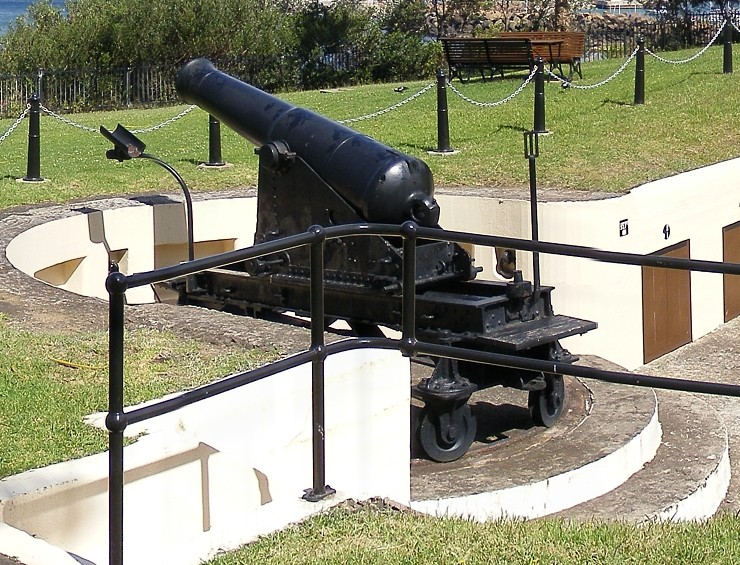
Peça RML de 80 libras com 55 toneladas longas (5,1 t; 5,6 toneladas curtas) no Forte Smiths Hill, Wollongong, NSW, Austrália.

A introdução de canhões de antecarga de alma raiada (também classificados como RML em inglês) tornou em grande parte obsoletos os canhões de alma lisa. No entanto, os canhões de 68 libras e outros canhões de alma lisa ainda existiam em grande quantidade, e foram feitas várias tentativas de adaptar as armas para disparar novos projéteis. Eventualmente, o Capitão William Palliser patenteou um método de perfurar o cano do canhão e inserir um revestimento raiado de ferro forjado. Isso permitiu que projéteis raiados e explosvisos fossem disparados de canhões de alma lisa antigos, e os experimentos revelaram que isso os tornou ainda mais poderosos do que eram antes. Introduzidos em 1872, os canhões de 68 libras adaptados dessa forma tinham um calibre de 16,0 cm e eram conhecidos como RML 68 libras, ou oficialmente como RML 80 libras de 5 toneladas. Com uma carga de pólvora de 4,5 kg, eles podiam disparar um projétil de 36 kg a uma velocidade na boca do cano de 380 m/s. Foram implantados como artilharia de defesa costeira e de guarnição em todo o Império Britânico e permaneceram em serviço até serem finalmente declarados obsoletos em 1921.
Pelo menos dois canhões de 68 libras foram convertidos em canhões RML de 7 polegadas, com peso de 6,66 toneladas métricas, disparando um projétil duplo de 52 kg ou 68 kg.